# Metropolia Santa Fe de Antioquia
Metropolia Santa Fe de Antioquia – metropolia rzymskokatolicka w Kolumbii utworzona 18 czerwca 1988 roku.

## Diecezje wchodzące w skład metropolii
- Archidiecezja Santa Fe de Antioquia
  - Diecezja Apartadó
  - Diecezja Istmina-Tadó
  - Diecezja Quibdó
  - Diecezja Santa Rosa de Osos

## Biskupi
- Metropolita: abp Hugo Alberto Torres Marín (od 2023) (Santa Fe de Antioquia)
- Sufragan: Carlos Alberto Correa Martínez (od 2024) (Apartadó)
- Sufragan: bp Mario de Jesús Álvarez Gómez (od 2018) (Istmina)
- Sufragan: Wiston Mosquera Moreno (od 2024) (Quibdó)
- Sufragan: bp Luis Albeiro Maldonado Monsalve (od 2025) (Santa Rosa de Osos)

## Główne świątynie metropolii
- Bazylika archikatedralna Niepokalanego Poczęcia NMP w Santa Fe de Antioquia
- Katedra Matki Bożej z Góry Karmel w Apartadó
- Katedra św Pawła Apostoła w Istminie
- Katedra św. Franciszka z Asyżu w Quibdó
- Katedra Matki Boskiej Różańcowej w Santa Rosa de Osos
- Bazylika Matki Boskiej Matki Miłosierdzia w Santa Rosa de Osos
- Bazylika Jezusa Cudownego w San Pedro de los Milagros
- Bazylika Matki Boskiej Miłosiernej w Yarumal